# Salka parvula
Salka parvula är en insektsart som beskrevs av Sohi och Mann 1994. Salka parvula ingår i släktet Salka och familjen dvärgstritar.
Artens utbredningsområde är Filippinerna. Inga underarter finns listade i Catalogue of Life.